# رزان النجار
رزان النجار (من مواليد 13 سبتمبر 1997 واستشهدت يوم الجمعة 1 يونيو عام 2018، 16 رمضان 1439 هـ، بغزة بدولة فلسطين) واسمها الحقيقي روزان النجار كانت مسعفة فلسطينية متطوعة ميدانية لإسعاف الجرحى في جمعية الإغاثة الطبية الفلسطينية باحتجاجات غزة الحدودية 2018، وناشطة مدافعة عن القضية الفلسطينية ضد القوات الإسرائيلية.

## تفاصيل مقتلها
قُتلت رميا برصاصة متفجرة لقناص إسرائيلي اخترقت صدرها وخرجت من ظهرها، وذلك عقب تواجدها رفقة زملائها المسعفين على بعد حوالي 100 متر من الشريط الحدودي، بعد محاولتهم إسعاف اثنين من المصابين، المحاصرين من قبل الاحتلال، شمال غربي مخيم العودة باحتجاجات غزة الحدودية 2018 شرقي خزاعة بمحافظة خان يونس جنوبي قطاع غزة، حيث تقدمت لإسعاف المصابين وإخراجهم رفقة زملائها المسعفين، عند الخامسة والنصف من مساء يوم الجمعة، فتوجهوا معلنين سلميتهم، مرتدين ملابس عليها شعار هيئة الإغاثة المحمية ببروتوكولات دولية، فتقدموا إلى نقطة الصفر، في هذه اللحظة كان يوجد خمسة جيبات عسكرية، اثنان منها تركيزها عليهم، فجأة خرج جنديان من الجيب العسكري ووجها قناصتهما تجاههم هم الأربعة، أطلقا النار عليهم، وبعد دقائق تمكنوا من إخلاء المصابين المحاصرين، ليتراجعوا للخلف ما يقارب الـ 20 متراً عن السياج الفاصل، عندها أطلقت عليهم قنابل الغاز، وبعدها أتت رصاصات الغدر فأصيبت رزان برصاصة متفجرة في شريانها الأبهر، وتم نقلها على وجه السرعة وتسليمها للطواقم الطبية لإسعافها، وبعد وصولها إلى مستشفى غزة الأوروبي في خان يونس، أعلن الأطباء عن وفاة رزان في حوالي الساعة 7:00 مساءً، وقد أصيب زميلها المسعف رامي أبو جزر بعيار ناري في الرجل اليسرى، وشظايا في الرجل اليمنى واليد اليسرى، والمسعف ومحمود فتحي عبد العاطي، بشظايا متناثرة في ساقيه، والمسعف محمود قديح، والمسعفة رشا قديح باختناق بالغاز.
تعتبر رزان أول مسعفة فلسطينية متطوعة ميدانياً بقطاع غزة، وكانت الابنة البكر لأسرة متواضعة وفقيرة مكونة من أب وأم وأختين و3 أشقاء، وقد عانوا من الديون المتراكمة على أبيهم أشرف النجار منذ هدم محله لبيع قطع الدراجات بصواريخ في حرب غزة 2014 ما زاد وضعهم سوءا، وبعد انهائها مرحلة الثانوية العامة، درست بجامعة الأزهر تمريض عام لكنها لم تكمل دراستها، فباشرت بأخذ دورات تدريبية وميدانية حول الإسعاف الأولي، وحصلت على عدد من الشهادات في الإسعاف على مدار عامين، وحاولت كسب خبرات بتطوعها بمجمع ناصر الطبي بدون أي مقابل، وبسبب نشاطها وتفاعلها الكبير تطوعت وعدد من زملائها ضمن الإغاثة الطبية في مسيرات العودة مع جمعية الإغاثة الطبية الفلسطينية، شاركت الطواقم الطبية عملهم منذ انطلاق مخيمات العودة ومسيرات العودة على الحدود الشرقية لقطاع غزة في الذكرى السنوية الثانية والأربعين ليوم الأرض الفلسطيني الموافق للثلاثين من مارس، وبسبب قلة المعدات الطبية بالميدان اضطرت لبيع ما تملكه من هاتف وخاتم حتى تبتاع مستلزمات الإسعاف الأولي وتحملها معها خلال عملها في اسعاف الجرحى، فكانت مثالاً في التضحية وحب الحياة والناس، فواصلت الحضور يوميا من السابعة صباحا إلى العاشرة مساءا وهي تبحث عن مصابين، فما أن ينقل الشبان أحد المصابين حتى كانت تهرع إليه، رفقة زملائها لتقديم الإسعافات الأولية له قبل تحويله عبر سيارات الإسعاف إلى أقرب مستشفى، حيث أسعفت رفقة زملائها أكثر من 70 مصاب فلسطنيني منهم 15 حالة اصابة بالرأس، وكانت قد أصيبت أكثر من 10 مرات خلال مسيرات العودة، ولم يمنعها هذا الأمر من مواصلة مشوارها لأداء رسالتها الطبية السامية طوال 10 اسابيع متواصلة، دون أن تغادر ميدان عملها الاسعافي التطوعي خلال مسيرات العودة،
وفي حديث سابق لها مع مراسل “المركز الفلسطيني للإعلام”، قالت النجار إنها اختارت هذه المهمة كونها تعشق خدمة أبناء شعبها الذين يشتبكون مع جنود الاحتلال في الميادين كافة. أشارت إلى أنها تطوعت للمساعدة في علاج وإسعاف مصابي أحداث مسيرة العودة التي دعت لها الهيئة الوطنية العليا لمسيرة العودة وكسر الحصار.
استمرت النجار في عطائها لأبناء شعبها بإمكانيات بسيطة، لكنها كانت تمتلك طاقة دفعتها برفقة طاقم المتطوعين لإيصال رسالتهم التي حضروا من أجلها، وكانت قد باشرت في دورة تحاليل طبية، في عزيمة منها لدراسة التخصص الذي تحبه، ولكنها استشهدت قبل استلام شهادتها في هذه الدورة، لتنتهي أحلامها التي كانت ترسمها لمستقبلها وتنتهي هذه الرحلة المعطائة، باستشهادها صائمة مرابطة في مخيم العودة المقام على أراضي خزاعة شرقي خان يونس.

## التحقيق
أعلن الجيش الإسرائيلي في بيان مكتوب إنه سيحقق في مقتل المسعفة الفلسطينية رزان النجار على يد قوات إسرائيلية أثناء احتجاجات على الحدود مع قطاع غزة يوم الجمعة. قال مسؤولو الصحة الفلسطينية وشهود عيان إن القوات الإسرائيلية قتلت بالرصاص المسعفة المتطوعة رزان النجار، عندما ركضت للوصول إلى مصاب قرب السياج الحدودي شرقي مدينة خان يونس جنوب القطاع.

## ردود الأفعال
خَلَّفَ مقتل المسعفة رزان موجة سخط عارمة في غزة والضفة الغربية، وفي وسائل الإعلام العربية والأجنبية والمنظمات الحقوقية ومواقع التواصل الاجتماعي خاصة حسابها الخاص.

### دوليا
عقب هذا قال مبعوث الأمم المتحدة إلى الشرق الأوسط نيكولاي ملادينوف على تويتر «الموظفون الطبيون ليسوا أهدافا». وأضاف: «على إسرائيل ضبط استخدامها للقوة وعلى حماس أن تمنع وقوع حوادث عند السياج. التصعيد لا يؤدي إلا إلى فقد المزيد من الأرواح».
وعبّر أيضا: «رسالتي إلى الفلسطينيين في غزة: نحن نسمع محنتكم ونشعر بمعاناتكم، وسوف نبذل قصارى جهدنا لضمان مستقبل تعيشون فيه بحرّية وازدهار وسلام، مستقبل تكونون فيه أسياد مصيركم».
أعربت الأمم المتحدة، عن الغضب إزاء مقتل المسعفة الفلسطينية رزان النجار على يد قوات الأمن الإسرائيلية، وقال المتحدث باسم الأمين العام للأمم المتحدة استيفان دوجريك بمقر المنظمة الدولية في نيويورك إن رزان النجار هي فتاة ذات 21 ربيعاً تطوعت للعمل كمسعفة وقتلت أثناء قيامها بواجباتها الإنسانية، كما أصيب ثلاثة أشخاص آخرين في فريقها".
وأشار إلى أن مكتب تنسيق الشؤون الإنسانية ومنظمة الصحة العالمية ومفوضية الأمم المتحدة السامية لحقوق الإنسان أصدروا بيانا مشتركا أكدوا فيه أن «قتل موظفة طبية معروفة بشكل واضح جانب قوات الأمن خلال مظاهرة، أمر يستحق الشجب بشكل خاص ويتعارض مع التزام إسرائيل بضمان رفاه سكان غزة.»
وحذّر البيان من أن «الهجمات التي تستهدف الفرق الطبية في غزة لا تعرض حياة وسلامة الموظفين والمرضى للخطر فحسب، بل تقوض أيضا القدرة الكلية للنظام الصحي في القطاع».
بدورها، طالبت جامعة الدول العربية، المجتمع الدولي والمؤسسات الدولية وعلى رأسها الأمم المتحدة ومجلس الأمن، بإجراء تحقيق بجرائم الاحتلال الإسرائيلي وملاحقة المسؤولين عنها ومحاسبتهم. وطالبت الجامعة، منظمة الصحة العالمية، وأطباء بلا حدود، واللجنة الدولية للصليب الأحمر، والأطر الصحية إلى عدم التغاضي عن هذه الجريمة، وملاحقة المتورطين فيها، وإجبارهم على احترام المعاهدات الدولية الخاصة بعمل الأطباء المسعفين.

### محليا

جدارية لرزان النجار على جدار الفصل العنصري في بيت لحم.

في بيان بثته وكالة الأنباء الفلسطينية (وفا) يوم الجمعة 1 يونيو أدان وزير الصحة جواد عواد مقتل المسعفة أثناء عملها مضيفا أن «قتل جيش الاحتلال للمسعفة برصاصة في الصدر وبشكل متعمد يعد جريمة حرب وإصرارا لدى هذا الجيش على خرق كل المعاهدات الدولية والاتفاقيات التي تدعو إلى حماية المسعفين أوقات النزاعات».

### تكريم
قررت جامعة القدس تأسيس «مقعد رزان النجار للتمريض» تخليدا لنموذج التضحية والعطاء الذي جسدته النجار. حيث قرر رئيس جامعة القدس أ.د. عماد أبو كشك تأسيس مقعد دراسي مخصص للطالبات الإناث في تخصص التمريض التابع لكلية المهن الصحية في جامعة القدس باسم «مقعد رزان النجار»، وذلك تقديرا من جامعة القدس للنموذج الإنساني الذي مثلته رحلة العطاء والتضحية التي خاضتها رزان النجار وسقطت من اجلها.
يشمل تأسيس هذا المقعد طرح منحة دراسية في تخصص التمريض مخصصة لطالبات حاليات في تخصص التمريض أو لمتقدمات جدد لهذا البرنامج.
بدورها جامعة الأزهر في غزة، قررت منح الشهيدة رزان النجار شهادة الدبلوم الفخرية في التمريض. وقال رئيس الجامعة عبد الخالق الفرا، إن منح الشهيدة النجار شهادة الدبلوم في التمريض يمثل لمسة تكريم ووفاء لهذه البطلة. ونوه إلى أن الجامعة تفتخر بابنتها الشهيدة روزان، وبما قدمته من خدمات وجهود تجاه شعبنا وقضيتنا الوطنية.
وقام أيضا اتحاد لجان العمل الصحي في مدينة خانيونس اليوم الأحد 2 يونيو، بإطلاق اسم الشهيدة رزان النجار على المركز الطبي الحديث الإنشاء في بني سهيلا.

## الجنازة
اعتُبرت رزان بعد وفاتها بطلة حرب شهيدة ومناضلة فلسطينية، وخلال جنازتها التي حضرها آلاف الأشخاص من كافة أطياف المجتمع الفلسطيني في جنازة مهيبة بغزة يوم السبت 2 يونيو بعد صلاة الظهر، منهم أشخاص كانت عالجتهم خلال احتجاجات سابقة على الحدود، وبأسطول من إسعافات الصحة والهلال الأحمر والفرق الطبية، وحمل المشيعون جثمانها ملفوفا بالعلم الفلسطيني ومعطفها الأبيض الملطخ بالدماء عبر الشوارع إلى منزلها حيث استقبلت بالورود، قبل نقلها إلى مثواها الأخير بمقبرة خزاعة، وشهد الكل أن رزان كانت شخصية معروفة في مواقع الاحتجاجات، وباتت أيقونة للبسالة والشجاعة والعمل التطوعي، وجرى تداول صور لها تصورها كملاك للرحمة على مواقع التواصل الاجتماعي الفلسطينية.
بمقتل المسعفة رزان إرتفع عدد من سقطوا قتلى من الجانب الفلسطيني في احتجاجات أسبوعية بدأت في 30 مارس آذار في قطاع غزة إلى 119 شخصا، إضافة لإصابة أكثر من 13 ألف.